# Агенција за шуме Републике Српске
Агенција за шуме Републике Српске је била републичка управна организација у саставу Министарства пољопривреде, шумарства и водопривреде Републике Српске.

## Организација
На челу Агенције за шуме налазио се директор. Представљао је Агенцију и руководио њеним радом, а одговоран је био министру пољопривреде, шумарства и водопривреде Републике Српске. Испод њега су се налазили помоћници директора који су руководили секторима и начелници одјељења.
Унутар Агенције за шуме, директор је могао формирати стручни колегијум као своје савјетодавно тијело. Колегијум су чинили директор и помоћници директора. Према потреби, састав колегијума се могао проширити.
Организационе јединице у сједишту биле су Сектор за управљање и газдовање шумама и Сектор за економске, правне и опште послове. У саставу сектора налазила су се одјељења. Изван сједишта оснивале су се подручне јединице. Њихова сједишта су била у Мркоњић Граду, Власеници и Фочи.

## Надлежности
Агенција за шуме Републике Српске је вршила стручне и техничке послове који су се односили на:
- израду планских докумената;
- праћење спровођења планских докумената и вођење регистра планских докумената;
- обезбјеђење спровођења инвентуре шума на великим површинама;
- вођење евиденција и катастра шума и шумског земљишта;
- праћење здравственог стања шума;
- праћење утрошка средстава посебних намјена за шуме;
- стручну координацију послова који су у вези са приватним шумама и мјере подршке приватним шумовласницима;
- вршење општих, регионалних шумско-развојних и ловних планирања;
- обезбјеђење информација о стању на тржишту дрвних и осталих шумских производа;
- утврђивање неопходног минимума шумских дрвних сортимената, локалним предузећима за механичку прераду дрвета, са подручја са којег ти сортименти потичу;
- сарадњу у примијењеним истраживањима;
- развој стандарда и преношења знања у шумарству;
- промоцију интересних група у процесу планирања и одрживог газдовања шумским ресурсима свих облика својине;
- као и друге послове у складу са законом и другим прописима.